# Marcin Strawiński
Marcin Strawiński (zm. w 1604 roku) – ciwun i horodniczy trocki, dzierżawca hupski, wójt mohylewski, marszałek hospodarski 1580–90, kasztelan miński 1590–92, witebski 1592, marszałek witebski, starosta rumborski (1589).
Należał do rodu Strawińskich herbu Sulima, osiadłego w powiecie mozyrskim. Z rodziny tej wywodzili się później znani rosyjscy muzycy: Fiodor, Jurij i Igor Strawińscy. 
Marcin Strawiński miał trzech rodzonych braci: Baltazara, późniejszego wojewodę mińskiego, Erazma, pułkownika, wieloletniego jeńca rosyjskiego i podkomorzego siewierskiego oraz Krzysztofa, sędziego ziemskiego trockiego. Był ewangelikiem.